# Miles (Band)
Miles war der Name einer deutschen Band aus Würzburg. Sie existierte von 1992 bis 2004.

## Geschichte
Tobias Kuhn und Gilbert Hartsch gründeten die Band 1992 auf dem Schulhof. Nach einigen Monaten kamen Andreas Wecklein (Ronny Rock) als Schlagzeuger sowie René Hartmann als Bassist hinzu, der 2001 durch Nina Kränsel ersetzt wurde. 
Ihr Debütalbum Baboon erschien im Jahr 1994 auf dem bandeigenen Label Spool Records. Die folgenden Alben The Day I Vanished (1998) und Miles (2000) erschienen beim Label V2 Records. Nach Differenzen mit V2 Records wurde das vierte Album der Band, Don't Let the Cold In, 2003 auf dem Berliner Label Noisolution veröffentlicht.
2003 veröffentlichte der Sänger Tobias Kuhn im Rahmen eines Soloprojektes unter dem Namen Monta eine EP und 2004 ein Album.
Im September 2004 verließ Gründungsmitglied Gilbert Hartsch die Band und zog nach Berlin. Tobias Kuhn gründete sein Soloprojekt Monta. Die Band Miles existiert seitdem nicht mehr.

## Stil
Musikalisch einzuordnen waren Miles im Bereich Indie-Rock mit englischsprachigen Texten. Die Band selbst bezeichnete ihren Stil als „britisch-amerikanisch beeinflussten Gitarrenpop“.

## Diskografie

### Alben
- 1993: Mañana (CD, 2WIBF) [Minialbum, unter dem Namen "Miles from Nowhere" veröffentlicht]
- 1994: Baboon (CD, Spool Records)
- 1998: The Day I Vanished (CD/LP, V2)
- 2000: Miles (CD/LP, V2)
- 2002: Structure vs. Happiness (Kompilation)
- 2003: Don't Let the Cold In (CD/LP, Noisolution)

### Singles
- 1998: Pretty Day (V2)
- 1999: Astronaut Without A Cause (V2)
- 1999: My Friend Boo (V2)
- 2000: Perfect World (V2)
- 2000: Sonic 3000 (V2)